# إيتوروب
إيتوروب (الروسية: Итуру́п)، هي جزيرة من الجزر الأربع من جزر كوريل التابع لمحافظة سخالين الروسية، وكانت أرض يابانية سابقة قبل أن تضم الاتحاد السوفيتي للأراضي الروسية سنة 1945م، يبلغ عدد سكانها نحو 7000 نسمة.

## وصلات خارجية
- Google Maps
- Ocean Dots.com في أرشيف الإنترنت(أرشفت في  ديسمبر 23, 2010)
- Sakhalin Oblast